# Eximino de Foces
Eximino de Foces (en latín: Eximini de Focibus) fue un caballero aragonés señor de las tierras de Foces, procurador general del Reino de Valencia y señor de Tales (Castellón). Era hijo de Artal de Foces y padre de Atho de Foces. Fue conocido también como Gimeno, Jimeno, Ximeno o Ximén.

## Biografía
Colabora junto a su padre en la Conquista de Valencia, siéndole donada la recién conquistada alquería de Tales, que hizo repoblar con algunas familias de Teruel. Una vez constituido el Reino de Valencia en el año 1242, el noble aragonés se marchó de la población de Tales al servicio personal del rey Jaime I, quien cedió la propiedad de Tales a favor de Guillém de Rocafort. 
En el año 1258 es nombrado procurador general del Reino de Valencia. Mientras ocupa este cargo, en 1259 presta 32.000 sueldos jaqueses al rey Jaime I para la expedición a Tierra Santa, recibiendo de parte del rey, como garantía de la deuda, el empeño de la jurisdicción de varias villas aragonesas.
En 1249 ordena construir, en el poblado de Foces, la iglesia de San Miguel de Foces con el fin de usarla como panteón familiar. En 1259 dona su castillo, la villa de Foces, Coscullano y Loscertales a los caballeros de la Orden de San Juan de Jerusalén, para hacer allí un convento con la obligación de mantener un comendador y trece monjes presbíteros de dicha orden. Igualmente dispuso la obligación de vestir el día de San Miguel a trece pobres.